# Журнальный стол
Журнальный столик, преддиванный, чайный — небольшой низкий столик, который обычно располагают перед диваном или группой кресел в гостиной, холле, для украшения интерьера и временного размещения книг, журналов, газет, еды и напитков.

## Использование
Согласно ГОСТу, журнальные столики используются для формирования зоны отдыха, но они также могут применяться и для приема посетителей. Иногда такой стол используют для организации небольшой столовой зоны, так как столик позволяет разместить на нем посуду и столовые приборы, хотя заниженная высота, небольшая площадь и расположение пользователей в креслах или на диванах вокруг столика ограничивают его функциональность как предмета столовой мебели. На таких столиках обычно сервируют кофе, чай, легкие закуски с вином.
В первое время изделия называли чайными или кофейными столиками, позже, когда стали популярны газеты, на них стали располагать прессу — так постепенно появилось название «журнальный столик». Распространение журнальных столиков повлияло на книжный дизайн и книжный рынок: специально для гостей, ожидающих хозяев за кофейным столиком, были придуманы так называемые «книги для кофейных столиков» (англ. coffee table book) — богато иллюстрированные книги альбомного формата в твёрдой обложке, как правило развлекательно-светского содержания.

## История
Журнальные столы впервые стали изготавливать в Европе в XVIII веке. По мнению некоторых историков, впервые такой стол был придуман У. Гудвином (E. W. Godwin) в 1868 году, первые журнальные столики этой модели изготавливались в больших количествах фирмами William Watt и Collinson and Lock, однако были еще довольно высокими. Дальнейшее удлинение и уменьшение высоты журнального стола связывают с восточным влиянием: в Англии в начале XX века стали известны и популярны турецкие садовые столики для чая и/или японские низкие столики котацу.